# Veronica imbricata
Veronica imbricata är en grobladsväxtart. Veronica imbricata ingår i släktet veronikor, och familjen grobladsväxter.

## Underarter
Arten delas in i följande underarter:
- V. i. imbricata
- V. i. poppelwellii